# ミヒャエル・バラック

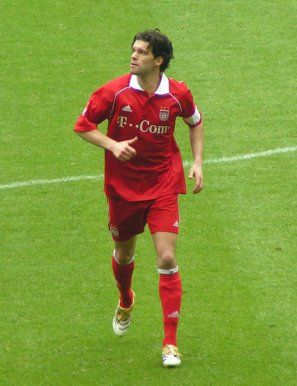
バイエルン･ミュンヘン時代

ミヒャエル・バラック（Michael Ballack, 1976年9月26日 - ）は、ドイツ・ザクセン州ゲルリッツ（旧東ドイツ）出身の元サッカー選手。元ドイツ代表。現役時代のポジションはミッドフィールダー。

## クラブ経歴
1997年、ブンデスリーガ・1.FCカイザースラウテルンに入団。2年目よりレギュラーとして定着し、能力の高さを発揮する。1999年にバイエル・レバークーゼンへ移籍するとドイツ代表にも招集された。2001-02シーズンにはUEFAチャンピオンズリーグ・国内リーグ・国内カップ戦でそれぞれ準優勝に貢献した。
2002年にはブンデスリーガの強豪クラブであるバイエルン・ミュンヘンに加入し、中盤の核として活躍。
その活躍ぶりから同クラブのかつての名選手・フランツ・ベッケンバウアーの後継者との評価も高く、ベッケンバウアーのニックネーム「皇帝」に準え、バラックは「小皇帝 (kleiner Kaiser) 」と呼ばれていた。
2006年5月、プレミアリーグのチェルシーFCに移籍。
2007年4月、ニューカッスル戦で相手選手との接触により左足首を負傷。以降、2度に渡って手術を行い、8ヶ月の戦線離脱となる。しかし、足首の負傷が完治した2007年12月以降はパフォーマンスも向上し、完全に復調。イングランドのスタイルにも適応し、チャンピオンズリーグではクラブ史上初の決勝進出への原動力となった。

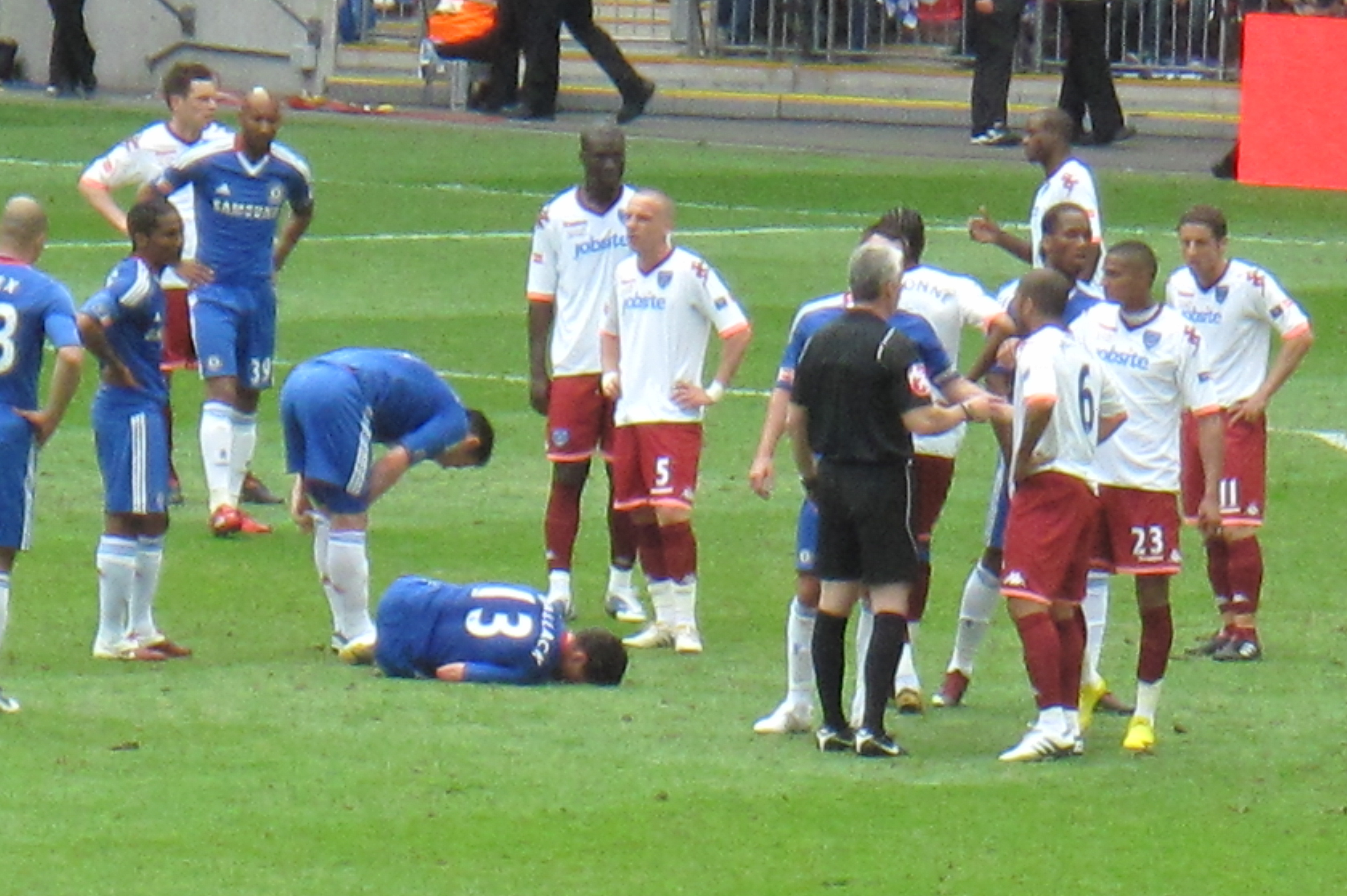
FAカップ決勝戦（2010年）

2009-10シーズンは32試合に出場し、チェルシーの4シーズンぶりのプレミアリーグ優勝に貢献。しかし、シーズン最終戦であるFAカップ決勝のポーツマスFC戦で、ブンデスリーガ時代から因縁があったケヴィン＝プリンス・ボアテングに右足首を踏みつけられた際に靭帯を痛め、2010 FIFAワールドカップ出場が絶望となった。チェルシーでは4シーズンでリーグ戦105試合に出場した。2010年夏、契約満了によりチェルシーを退団、同年6月25日にブンデスリーガの古巣バイエル・レバークーゼンへ復帰した。
2012年6月末でレバークーゼンとの契約が満了し、2012年10月に弁護士を通して現役引退を発表。2013年6月5日、ライプツィヒにて、かつての同僚や友人が集まる中で引退試合が開催された。
2000年代を代表する選手の一人であり、長らくドイツ代表の中心選手であったが、国際タイトルとは無縁のまま引退することとなった。
引退後は、解説者業やPR活動に携わっている。

## 代表経歴
1999年4月28日のスコットランド戦で代表デビューを果たす。2002 FIFAワールドカップ準決勝の韓国戦では、イエローカードをもらうと累積警告で決勝に出場できなくなることを知りながら、味方のミスをカバーするために戦術的ファウルを犯し、イエローカードをもらう。直後にチームを決勝へと導くゴールを挙げた。欠場した決勝には敗れて準優勝に終わった。バラックは大会最多となる4アシストをマークした。
ユルゲン・クリンスマンが2004年に代表監督に就任すると東ドイツ出身の選手として初めてキャプテンに指名された。

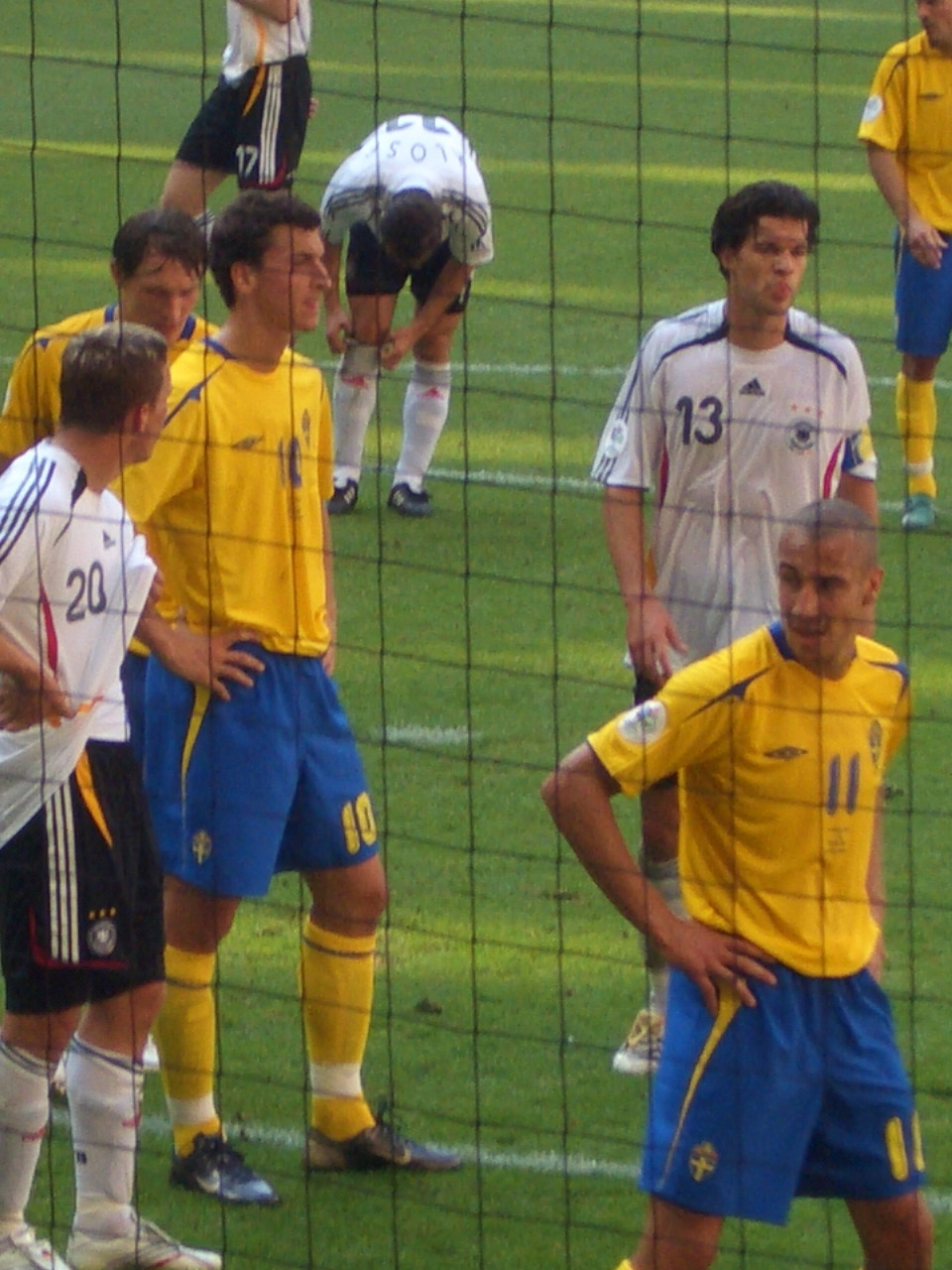
ドイツワールドカップ・スウェーデン戦

自国開催となる2006 FIFAワールドカップでは得点こそできなかったが、その構成力とキャプテンシーで自国を3位に導く活躍を見せた。
EURO2008ではグループリーグのオーストリア戦で決勝点を挙げるなどチームの準優勝に貢献した。
2010 FIFAワールドカップは、前述5月の負傷により欠場となった。ポーツマスMFのケヴィン＝プリンス・ボアテングによるタックルによるもので、右足首靭帯断裂と診断された。2011年6月には、ドイツサッカー連盟から代表引退が発表された。しかし、バラック自身はこの発表に不満を持っており、引退試合への出場も拒否した。

## 人物

### プレースタイル
ピッチ全体から攻撃のチャンスを見つける広い視野とパス、ドリブル、シュートなどに優れてテクニックを持つ。

### シルバーコレクター
「世界で最も不運なプレーヤー」「シルバーコレクター」など不名誉な呼び方をされることがある。クラブレベルではリーグ優勝の経験があるものの、クラブでも代表でも主要な国際大会での優勝経験は無い。チャンスが無かったわけでは無く、UEFAチャンピオンズリーグでの準優勝が2回、FIFAワールドカップとUEFA欧州選手権でも準優勝の経験があり、いずれもあと一歩で涙を飲んでいる。特に、2001-02シーズンにはレバークーゼンでブンデスリーガ2位、DFBポカールとUEFAチャンピオンズリーグで準優勝、ドイツ代表ではワールドカップ準優勝、2007-08シーズンにはチェルシーでプレミアリーグ2位、カーリングカップ準優勝とUEFAチャンピオンズリーグで準優勝、代表ではEURO準優勝となっており、2度もシルバー4冠（あるいは裏4冠）を経験した。逆に言えば、それは長い間、強豪チームで主力として活躍して来た証とも言える。

### 私生活
バラックという名前はソルブ語に由来している.。彼は、エンジニアで3部リーグでサッカーをプレイしていたこともある父親ステファンと秘書で水泳選手だった母親カリンの間に生まれた一人息子である。
2008年7月14日、バラックは長年付き合っていたシモーネ・ランベと結婚し、ルイ（2001年生まれ）、エミリオ（2002–2021年）、ジョルディ（2005年生まれ）の3人の子供に恵まれたが、エミリオは、2021年8月5日に四輪バイクの事故で亡くなっている。また、夫婦は2012年に離婚している。

## 個人成績
| クラブ                   | シーズン         | リーグ           | 国内リーグ | 国内リーグ | 国内カップ戦 | 国内カップ戦 | リーグカップ | リーグカップ | 大陸 | 大陸 | その他 | その他 | 合計 | 合計 |
| クラブ                   | シーズン         | リーグ           | 出場       | 得点       | 出場         | 得点         | 出場         | 得点         | 出場 | 得点 | 出場   | 得点   | 出場 | 得点 |
| ------------------------ | ---------------- | ---------------- | ---------- | ---------- | ------------ | ------------ | ------------ | ------------ | ---- | ---- | ------ | ------ | ---- | ---- |
| ケムニッツFC             | 1995–96          | ツヴァイテリーガ | 15         | 0          | 1            | 0            | -            | -            | -    | -    | -      | -      | 16   | 0    |
| ケムニッツFC             | 1996–97          | レギオナルリーガ | 34         | 10         | 1            | 0            | -            | -            | -    | -    | -      | -      | 35   | 10   |
| ケムニッツFC             | 通算             | 通算             | 49         | 10         | 2            | 0            | -            | -            | -    | -    | -      | -      | 51   | 10   |
| カイザースラウテルン     | 1997–98          | ブンデスリーガ   | 16         | 0          | 2            | 0            | -            | -            | -    | -    | -      | -      | 18   | 0    |
| カイザースラウテルン     | 1998–99          | ブンデスリーガ   | 30         | 4          | 2            | 0            | -            | -            | 6    | 0    | 1      | 0      | 39   | 4    |
| カイザースラウテルン     | 通算             | 通算             | 46         | 4          | 4            | 0            | -            | -            | 6    | 0    | 1      | 0      | 57   | 4    |
| バイエル・レバークーゼン | 1999–2000        | ブンデスリーガ   | 23         | 3          | 0            | 0            | -            | -            | 2    | 2    | -      | -      | 25   | 5    |
| バイエル・レバークーゼン | 2000–01          | ブンデスリーガ   | 27         | 7          | 2            | 0            | -            | -            | 5    | 2    | 1      | 0      | 34   | 9    |
| バイエル・レバークーゼン | 2001–02          | ブンデスリーガ   | 29         | 17         | 4            | 0            | -            | -            | 16   | 6    | 1      | 0      | 50   | 23   |
| バイエル・レバークーゼン | 通算             | 通算             | 79         | 27         | 6            | 0            | -            | -            | 23   | 10   | 2      | 0      | 110  | 37   |
| バイエルン・ミュンヘン   | 2002–03          | ブンデスリーガ   | 26         | 10         | 5            | 4            | -            | -            | 7    | 1    | -      | -      | 38   | 15   |
| バイエルン・ミュンヘン   | 2003–04          | ブンデスリーガ   | 28         | 7          | 3            | 2            | -            | -            | 8    | 0    | 1      | 2      | 40   | 11   |
| バイエルン・ミュンヘン   | 2004–05          | ブンデスリーガ   | 27         | 13         | 4            | 3            | -            | -            | 9    | 2    | 2      | 2      | 42   | 20   |
| バイエルン・ミュンヘン   | 2005–06          | ブンデスリーガ   | 26         | 14         | 5            | 1            | -            | -            | 6    | 1    | -      | -      | 37   | 16   |
| バイエルン・ミュンヘン   | 通算             | 通算             | 107        | 44         | 17           | 10           | -            | -            | 30   | 4    | 3      | 4      | 157  | 62   |
| チェルシー               | 2006–07          | プレミアリーグ   | 26         | 5          | 3            | 1            | 6            | 0            | 10   | 2    | 1      | 0      | 46   | 8    |
| チェルシー               | 2007-08          | プレミアリーグ   | 18         | 7          | 2            | 0            | -            | -            | 9    | 2    | -      | -      | 29   | 9    |
| チェルシー               | 2008-09          | プレミアリーグ   | 29         | 1          | 6            | 3            | 1            | 0            | 10   | 0    | -      | -      | 46   | 4    |
| チェルシー               | 2009-10          | プレミアリーグ   | 32         | 4          | 4            | 1            | 2            | 0            | 6    | 0    | 1      | 0      | 45   | 5    |
| チェルシー               | 通算             | 通算             | 105        | 17         | 15           | 5            | 9            | 0            | 35   | 4    | 2      | 0      | 166  | 26   |
| バイエル・レバークーゼン | 2010-11          | ブンデスリーガ   | 17         | 0          | 0            | 0            | -            | -            | 3    | 2    | -      | -      | 20   | 2    |
| バイエル・レバークーゼン | 2011-12          | ブンデスリーガ   | 18         | 2          | 1            | 0            | -            | -            | 6    | 1    | -      | -      | 25   | 3    |
| バイエル・レバークーゼン | 通算             | 通算             | 35         | 2          | 1            | 0            | -            | -            | 9    | 3    | -      | -      | 45   | 5    |
| ドイツ通算               | ドイツ通算       | ドイツ通算       | 316        | 87         | 30           | 10           | -            | -            | 68   | 17   | 6      | 4      | 420  | 118  |
| イングランド通算         | イングランド通算 | イングランド通算 | 105        | 17         | 15           | 5            | 9            | 0            | 35   | 4    | 2      | 0      | 166  | 26   |
| 総通算                   | 総通算           | 総通算           | 421        | 104        | 45           | 15           | 9            | 0            | 103  | 21   | 8      | 4      | 586  | 144  |

## 代表歴

### 出場大会
- ドイツ代表
  - 2002 FIFAワールドカップ
  - 2006 FIFAワールドカップ

### 試合数
- 国際Aマッチ 98試合 42得点（1999年-2010年）[17]

| ドイツ代表 | 国際Aマッチ | 国際Aマッチ |
| 年         | 出場        | 得点        |
| ---------- | ----------- | ----------- |
| 1999       | 3           | 0           |
| 2000       | 9           | 0           |
| 2001       | 9           | 6           |
| 2002       | 11          | 6           |
| 2003       | 5           | 2           |
| 2004       | 13          | 8           |
| 2005       | 11          | 7           |
| 2006       | 14          | 6           |
| 2007       | 2           | 0           |
| 2008       | 12          | 4           |
| 2009       | 8           | 3           |
| 2010       | 1           | 0           |
| 通算       | 98          | 42          |

## 獲得タイトル
個人　

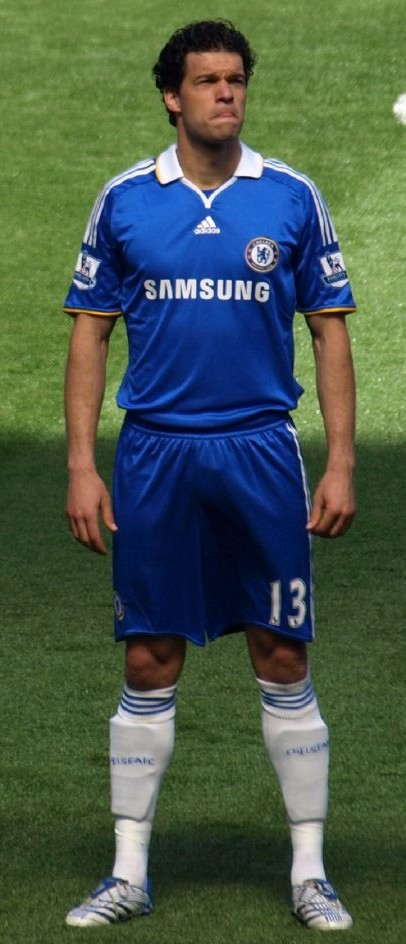
チェルシー時代のバラック（2008年）

- ドイツ年間最優秀選手賞 3回（2002, 2003, 2005）
- UEFA年間最優秀MF賞; 2001-02
- UEFAチーム・オブ・ザ・イヤー: 2002
- FIFA100
- FFIFU; 2001-02, 2005-06
- バロンドール; ノミネート 2002, 2003, 2005, 2006, 2008
- 2002 FIFAワールドカップ; FIFA選出ベストイレブン
- UEFA EURO 2004; オールスターチーム選出
- FIFAコンフェデレーションズカップ2005; シルバーシューズ賞
- 2006 FIFAワールドカップ; オールスターチーム選出
- 銀のローレル(2006)
- UEFA EURO 2008; オールスターチーム選出
- Tor des Jahres; 2008 対オーストリア戦

代表
- キリンチャレンジカップ 2004

カイザースラウテルン
- ブンデスリーガ優勝 1回（1997-98）

バイエルン・ミュンヘン
- ブンデスリーガ優勝 3回（2002-03, 2004-05, 2005-06）
- DFBポカール優勝 3回（2002-03, 2004-05, 2005-06）
- DFLリーガポカール優勝 1回（2004）

チェルシーFC
- プレミアリーグ優勝 1回（2009-10）
- FAカップ優勝 3回（2006-07, 2008-09, 2009-10）
- カーリングカップ優勝 1回（2006-07）
- コミュニティーシールド優勝 1回（2009）